# Walcheren-Expedition
Sacile – Teugn-Hausen – Weichselfeldzug – Raszyn – Abensberg – Landshut – Eggmühl – Regensburg – Neumarkt – Ebelsberg – Piave – Aspern – Sankt Michael – Stralsund – Bergisel – Raab/Győr – Graz – Wagram – Korneuburg – Stockerau – Gefrees – Hollabrunn (Schöngrabern) – Znaim – Walcheren–Schlacht an der Baskischen Reede
Die Walcheren-Expedition von 1809 wurde von den Briten während des fünften Koalitionskrieges unter anderem zum Zweck der Entlastung des verbündeten Österreich unternommen. Zwar konnte die niederländische Insel Walcheren eingenommen werden, aber alle darüber hinausgehenden Ziele scheiterten. Die Insel selbst musste nach einigen Monaten wieder aufgegeben werden, weil zahlreiche Soldaten an einer fieberähnlichen Krankheit (Walcheren-Fieber) starben. Dabei handelte es sich wohl um eine Form der in der Gegend endemischen Malaria. Letztlich war die größte bisherige britische Landungsoperation ein völliger Fehlschlag.

## Vorgeschichte

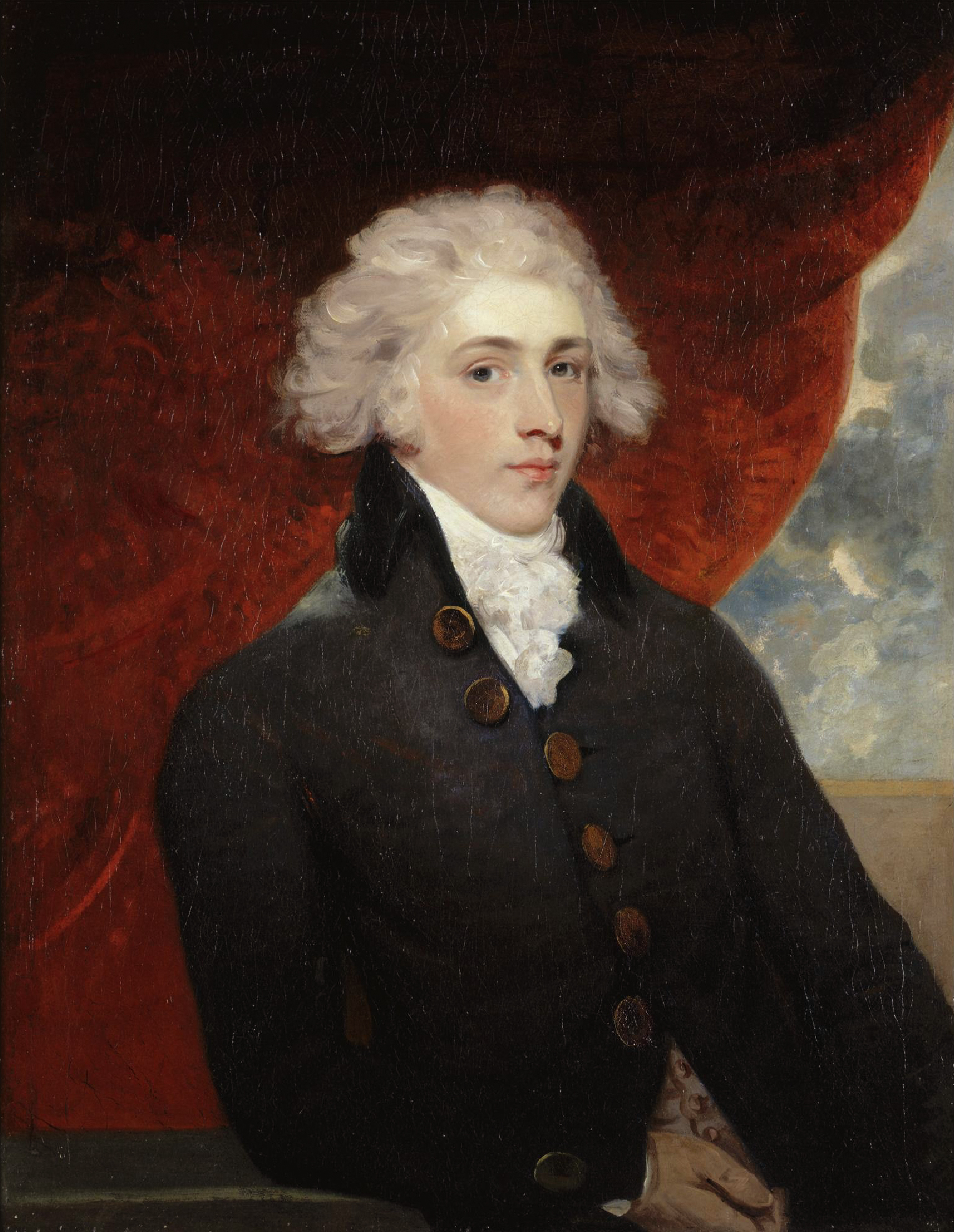
John Pitt, 2. Earl of Chatham

Die Briten beabsichtigten, die von Napoleon bedrängten verbündeten Österreicher durch eine Landungsoperation auf dem Kontinent zu entlasten. Sie hatten dabei verschiedene Möglichkeiten. Dies war etwa eine Invasion in Spanien zur Verstärkung der in Portugal kämpfenden Truppen oder die Landung in Norddeutschland in der Hoffnung, so einen allgemeinen Aufstand gegen Napoleon in Deutschland auszulösen. Sie entschieden sich auf Drängen des Kriegs- und Kolonialministers Lord Castlereagh für eine Landung auf der Scheldeinsel Walcheren in den Niederlanden (damals Königreich Holland). Neben der Entlastung der Österreicher war es ein Ziel, den Flottenstützpunkt Napoleons in Antwerpen zu zerstören. Dort lag eine beachtliche Flotte aus zehn Linienschiffen und zahlreichen kleineren Schiffen vor Anker. Außerdem war Antwerpen ein zentrales Wirtschaftszentrum im napoleonischen Machtbereich. Der Verlust der Stadt hätte eine schwere ökonomische Schwächung Frankreichs und seiner Verbündeten zur Folge gehabt.
Zum Kommandanten des Vorhabens wurde John Pitt, 2. Earl of Chatham bestimmt. Kommandant der Flotte war Admiral Richard Strachan, 6. Baronet. Die Expedition segelte am 27. Juli aus den englischen Häfen ab. Sie umfasste sechs Divisionen mit zusammen etwa 40.000 Mann an Landungstruppen, darunter einige Einheiten der King’s German Legion, sowie 4000 Kavalleristen und zahlreiche Geschütze. Generalleutnant Sir Eyre Coote fungierte als zweiter Befehlshaber, General Sir John Hope befehligte die Reserve, die Reiterei der Landungstruppen unterstand Generalmajor Carl von Linsingen von der königlich deutschen Legion.
Diese Armee war größer als die von General Arthur Wellesley in Portugal zur gleichen Zeit. Es war das größte britische Landungsunternehmen bis zu diesem Zeitpunkt. Geschützt wurde die Transportflotte von 39 Linienschiffen, zahlreichen Fregatten, Kanonenbooten und anderen Einheiten. Insgesamt waren etwa 245 Kriegsschiffe und 400 Transporter beteiligt.

## Landung
Am 30. Juli fand die Landung auf der Insel Walcheren statt. Bereits am 31. Juli kam es zur Kapitulation von Middelburg und weiterer Orte. Das Fort Haake wurde am 1. August erobert. Die französische Flotte vor Vlissingen fuhr die Schelde hinauf in Richtung Antwerpen und begab sich unter den Schutz der Kanonen der Festung Lillo (an der Schelde, an der Zufahrt zum Hafen Antwerpen). Die britischen Landungstruppen begannen mit der Belagerung von Vlissingen als der wichtigsten Stadt auf Walcheren. Die Franzosen verteidigten die Stadt mit 5000 Mann. Am 2. August nahmen die Briten die Insel Südbeveland ein. Dies konnte geschehen, weil der zuständige niederländische General weder die Batterien noch das Fort von Bath (am Scheldeknie südwestlich von Bergen op Zoom) verteidigen ließ. Der Versuch, die Insel Cadzand gegenüber von Vlissingen zu nehmen, scheiterte dagegen. Von See her wurde die Stadt Vlissingen von den Schiffsgeschützen beschossen. Dabei wurde die Stadt schwer in Mitleidenschaft gezogen. Die Engländer rückten indes nicht weiter auf Antwerpen vor. Dies gab den Franzosen die Gelegenheit zu Gegenmaßnahmen.

## Französische Gegenmaßnahmen

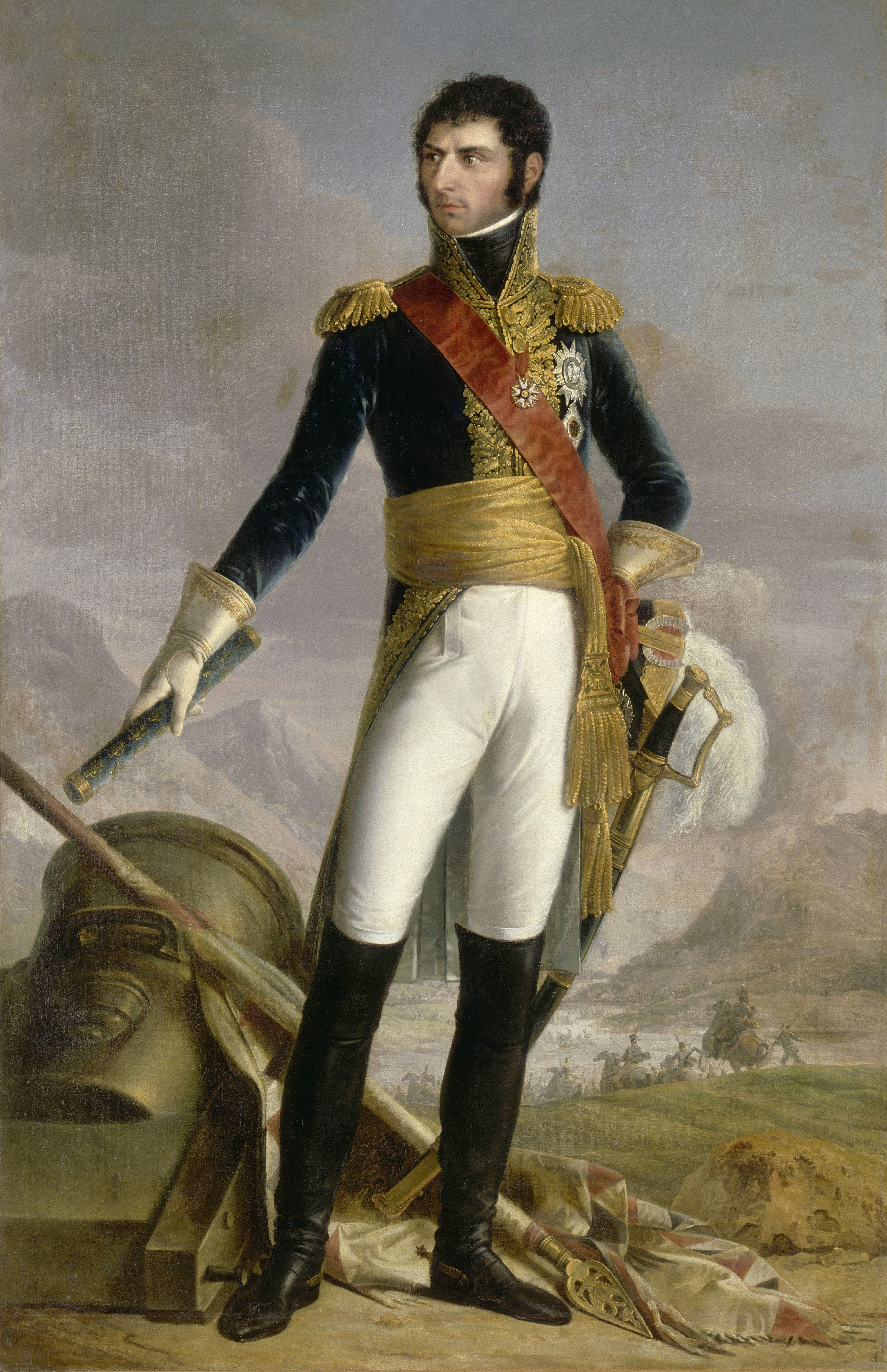
Jean-Baptiste-Jules Bernadotte, Prince de Ponte-Corvo

Die Franzosen waren zunächst völlig überrascht. Auf den eigenmächtigen Befehl des Innenministeriums, das zu dieser Zeit zeitweise von Joseph Fouché geleitet wurde, wurden 30.000 bis 40.000 Mann der Garde nationale in den nördlichen Departements einberufen. Außerdem wurden reguläre Truppen herangeführt, um ein weiteres Vordringen der Briten zu verhindern. In der französischen Öffentlichkeit hatte die Einberufung der Nationalgarde ausgerechnet durch den „Königsmörder“ Fouché Befürchtungen ausgelöst, dass sich die Ereignisse von 1792 wiederholen könnten. Den Oberbefehl musste Fouché an Marschall Bernadotte übergeben, der zu dieser Zeit bei Napoleon wegen der Schlacht bei Wagram in Ungnade gefallen war. Bernadotte zog bei Antwerpen schließlich eine Armee von 30.000 Mann zusammen. König Louis Bonaparte selbst stieß mit einigen niederländischen Einheiten hinzu. Außerdem griffen niederländische Kanonenboote die britischen Schiffe an.
Die Stadt Vlissingen musste am 17. August kapitulieren. Die Garnison wurde als Kriegsgefangene nach England gebracht. Von der eroberten Stadt aus versuchten die Engländer weiter die Schelde aufwärts zu ziehen. Ihr Vormarsch wurde indes von mehreren Forts behindert. Die französische Flotte war zudem längst in Sicherheit gebracht worden. Die Franzosen hatten Antwerpen, Bergen op Zoom und alle Uferbatterien in Verteidigungsbereitschaft versetzt.

## Fieberepidemie und Rückzug
Unter den Briten brachen infolge der sumpfigen Gegend Fieberkrankheiten aus. Außerdem machte sich Uneinigkeit über das weitere Vorgehen vor allem zwischen den See- und Landoffizieren breit. Ein britischer Kriegsrat am 26. August ergab, dass weitere Erfolge kaum zu erwarten waren. Allerdings sollte die Insel Walcheren von 16.000 Mann weiter gehalten werden. Am 2. September stießen die britischen Schiffe noch einmal die Schelde hinauf vor, ohne dass es zum Kampf kam. Am 4. September begann die Räumung der Insel Südbeveland. Unmittelbar danach besetzten die Franzosen die verlassenen Stellungen.
Inzwischen hatte sich das Fieber weiter ausgebreitet. Täglich starben etwa 20 bis 25 Mann am sogenannten Walcherenfieber. Möglicherweise handelte es sich um eine Form der Malaria. Dies scheint in der Region endemisch gewesen zu sein. Während die einheimische Bevölkerung dagegen weitgehend immun war, erkrankten die ungeschützten Briten rasch.
Am 14. September verließ Chatham die Insel. Die Franzosen hatten anfangs geplant, die britischen Stellungen mit Gewalt zu nehmen, zogen es aber vor abzuwarten. Einige Monate hielten die Briten die Insel besetzt, ehe die Regierung die Rückkehr der Truppen befahl, um wenigstens die Reste der vom Fieber dezimierten Truppen zu retten. Die Befestigungen von Vlissingen und andere Militäreinrichtungen wurden zerstört. Am 23. Dezember 1809 verließen die letzten Truppen die Insel.

## Folgen
Die Expedition war ein völliger Fehlschlag. Es wurde keines der Ziele erreicht. Dies galt für die Wegnahme der französischen Flotte, der Einnahme von Antwerpen wie auch für die Unterstützung der Österreicher. Bereits als das Unternehmen begann, hatten infolge der Schlacht bei Wagram Friedensverhandlungen zwischen Österreich und Frankreich begonnen. Der Fehlschlag hatte zahlreichen Soldaten das Leben gekostet. Von 4000 Toten waren nur etwa 200 im Kampf gefallen. Weitere 10.000 Mann erkrankten durch das Fieber und waren lange Zeit, teilweise über Jahre, nicht mehr einsatzfähig.
Im britischen Parlament wurde die Regierung Portland wegen der Ereignisse scharf kritisiert. Es wurde eine Untersuchung angestrengt, die aber kaum etwas feststellte. Lediglich die Uneinigkeit unter den Kommandanten wurde deutlich. Auch innerhalb der Regierung kam es, während die Expedition noch lief, zum Streit über die Angelegenheit und dieser verschärfte die innere Krise des Kabinetts Portland noch. Zwischen Außenminister George Canning und Castlereagh kam es zum Duell. Am 21. September wurde Canning dabei verwundet, beide Minister mussten nach dem Bekanntwerden des Vorfalls zurücktreten. Kurze Zeit später starb Portland.
In Frankreich hatten die Aushebungen von Soldaten zur Verteidigung Unmut ausgelöst. Im Saar-Departement kam es sogar zu einem Aufstand, der mit drakonischen Maßnahmen niedergeschlagen wurde. Nach dem Rückzug der Briten befahl Napoleon die Auflösung der Nationalgarde. Was aber nicht ausgeführt wurde, da er im gleichen Jahr noch beschloss, den Schutz der Küsten der Nationalgarde anzuvertrauen.